# Shikken
Shikken (執権) foi o título dado os regentes do Shōgun no período do shogunato Kamakura no Japão. O posto foi monopolizado pelo clã Hōjō.
Hōjō Tokimasa, sogro do primeiro shōgun, Minamoto no Yoritomo, tornou-se o primeiro shikken, em 1203. Hōjō foi então chefe dos mandokoro e após a substituição do segundo shōgun - Minamoto no Yoriie com Minamoto no Sanetomo - o shikken tornou-se o governante de facto do shogunato.
O filho de Tokimasa, Hōjō Yoshitoki, fortaleceu o cargo shikken ao integrar este com o cargo do chefe do samurai-dokoro, uma vez aniquilado o clã Wada, que havia ocupado este cargo desde então. O shikken tornou-se o posto mais elevado, controlando os shōguns fantoches. Em 1224, o filho de Yoshitoki, Hōjō Yasutoki definiu a posição rensho (lit. co-signatário) ou regente assistente.
No início, o cargo de shikken foi ocupado pelo título de tokusō, chefe do clã Hōjō, contudo Hōjō Tokiyori separou os dois cargos. Tokiyori estabeleceu Hōjō Nagatoki como shikken enquanto designação do seu filho Hōjō Tokimune para obter sucesso como Tokusō. Então o poder efectivo foi transferido para Tokusō

## Lista deShikken
| Posição | Nome           | Nascimento / Morte | Início / Fim do Cargo |
| ------- | -------------- | ------------------ | --------------------- |
| 1       | Hōjō Tokimasa  | 1138 - 1215        | 1199 - 1205           |
| 2       | Hōjō Yoshitoki | 1163 - 1224        | 1205 - 1224           |
| 3       | Hōjō Yasutoki  | 1183 - 1242        | 1224 - 1242           |
| 4       | Hōjō Tsunetoki | 1224 - 1246        | 1242 - 1246           |
| 5       | Hōjō Tokiyori  | 1227 - 1263        | 1246 - 1256           |
| 6       | Hōjō Nagatoki  | 1229 - 1264        | 1256 - 1264           |
| 7       | Hōjō Masamura  | 1205 - 1273        | 1264 - 1268           |
| 8       | Hōjō Tokimune  | 1251 - 1284        | 1268 - 1284           |
| 9       | Hōjō Sadatoki  | 1271 - 1311        | 1284 - 1301           |
| 10      | Hōjō Morotoki  | 1275 - 1311        | 1301 - 1311           |
| 11      | Hōjō Munenobu  | 1259 - 1312        | 1311 - 1312           |
| 12      | Hōjō Hirotoki  | 1279 - 1315        | 1312 - 1315           |
| 13      | Hōjō Mototoki  | ? - 1333           | 1315                  |
| 14      | Hōjō Takatoki  | 1303 - 1333        | 1316 - 1326           |
| 15      | Hōjō Sadaaki   | 1278 - 1333        | 1326                  |
| 16      | Hōjō Moritoki  | ? - 1333           | 1327 - 1333           |